# 208P/McMillan
208P/McMillan – kometa krótkookresowa, należąca do rodziny komet Jowisza.

## Odkrycie
Kometę tę odkrył Robert McMillan 19 października 2008 roku. W nazwie znajduje się nazwisko odkrywcy.

## Orbita komety i właściwości fizyczne
Orbita komety 208P/McMillan ma kształt elipsy o mimośrodzie 0,37. Jej peryhelium znajduje się w odległości 2,52 j.a., aphelium zaś 5,54 j.a. od Słońca. Jej okres obiegu wokół Słońca wynosi 8,11 lat, nachylenie do ekliptyki ma wartość 4,41°.
Średnica tego ciała nie przekracza kilku km.